# Epeolus ferrarii
Epeolus ferrarii (лат.) — вид земляных пчёл-кукушек рода Epeolus из подсемейства Nomadinae (Apidae). Название дано в честь Рафаэля Феррари (Rafael Ferrari), с которым автор описания собирал этот вид на юго-западе Нью-Мексико, США.

## Распространение
Северная Америка: Мексика, США.

## Описание
Мелкие слабоопушённые пчёлы, с беловато-жёлтыми отметинами на теле как у ос и рыжевато-красными ногами. Длина менее 1 см (тело самки 7,1 мм; длина головы 1,9 мм; ширина головы 2,6 мм; длина переднего крыла 6,0 мм). Следующие морфологические признаки в сочетании могут быть использованы для отличия E. ferrarii от всех других североамериканских Epeolus, кроме Epeolus canadensis и Epeolus compactus: у самок F2 не менее 1. 2 × в длину и ширину; мезоскутум имеет небольшое переднемедиальное пятно бледного томентума; аксилла маленького или среднего размера, не выходит за пределы средней длины мезоскутеллума (выходит на <2/3 его длины), но свободная часть более 1/4 длины всей медиальной длины аксиллы, а аксилла (за исключением иногда вершины) и мезоскутеллум чёрные; мезоплеврон плотно и равномерно пунктирован; на фасции тергита T2 отсутствуют лопастные переднелатеральные расширения томентума, хотя она шире латерально. Epeolus ferrarii наиболее похож на E. compactus, и у обоих видов дискальный пятачок T1 обычно четырёхугольный с базальной и вершинной фасциями, субпараллельными и разделенными отчётливой продольной полосой, но у E. compactus фасции T2—T4 не равномерно широкие или сужающиеся до разделения медиально (как у E. ferrarii), а расширены медиально в округлые доли, которые могут соединяться или разделяться. Epeolus canadensis отличается от обоих видов тем, что дискальная ямка T1 отчётливо треугольная или полукруглая (базальная фасция заметно изогнута и полностью непрерывна с продольной полосой), а её медиальная продольная протяженность составляет более 1/3 латеральной протяженности. У E. ferrarii дискальный пятачок может быть трапециевидным или почти полукруглым, но если он полукруглый, то его медиальная продольная протяженность составляет не более 1/3 латеральной протяженности, а базальная фасция и продольная полоса по крайней мере соединены под некоторым углом. Предположительно, как и другие виды, клептопаразиты пчёл рода Colletes, в гнёзда которых откладывают свои яйца. Максиллярные щупики 1-члениковые. 2-й стернит брюшка матовый. У самок на 6-м стерните брюшка расположены ланцетовидные, мелко зазубренные отростки. В переднем крыле три радиомедиальных ячейки, 1-я из них много крупнее 3-й. Вершина радиальной ячейки (по форме она эллиптическая) удалена от переднего края крыла. Задние голени со шпорами.